# Автошлях Т 1642
Автошля́х Т 1642 — автомобільний шлях територіального значення в Одеській області. Проходить територією Ренійського району через пункт контролю Долинське — Долинське до перетину з E87. Загальна довжина — 8,6 км.

## Маршрут
Автошлях проходить через такі населені пункти:
| Автошлях Т 1642            |        |
| Одеська область            |        |
| Ренійський район           |        |
| Долинське (пункт контролю) |        |
| Долинське                  |        |
|                            | E87М15 |